# Jane Cobden

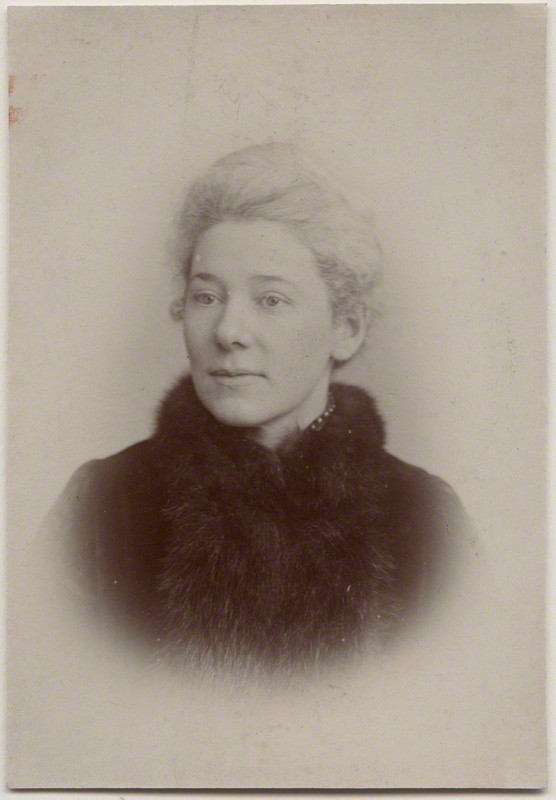
Jane Cobden, 1890er Jahre

Emma Jane Catherine Cobden, verheiratete Cobden Unwin (* 28. April 1851 in Paddington, London; † 7. Juli 1947 in Fernhurst, West Sussex), war eine englisch-britische Politikerin, Autorin und Frauenrechtlerin.
Cobden war die Tochter des viktorianischen Staatsmanns Richard Cobden und führte politisch das Erbe ihres Vaters weiter, wozu Landreform, Frieden und soziale Gerechtigkeit sowie die irische Unabhängigkeit von Großbritannien gehörten. Sie unterstützte die Anliegen der Suffragetten, zu denen auch ihre Schwester Anne Cobden-Sanderson gehörte, hielt aber ihre eigenen Aktivitäten im Rahmen der Gesetze und blieb auch Mitglied der regierenden Liberal Party. Nach ihrer Heirat mit dem Verleger Thomas Fisher Unwin im Jahr 1892 dehnte Cobden ihr Interessengebiet auf den internationalen Bereich aus und setzte sich insbesondere für die Rechte der indigenen Bevölkerung in den Kolonialgebieten ein. Als überzeugte Antiimperialistin lehnte sie den Burenkrieg von 1899–1902 ab, und nach der Gründung der Südafrikanischen Union im Jahr 1910 wandte sie sich gegen die Einführung einer Politik der Rassentrennung. In den Jahren vor dem Ersten Weltkrieg widersetzte sie sich Joseph Chamberlains Zollreformplänen aufgrund der Freihandelsgrundsätze ihres Vaters und war maßgeblich an der Wiederbelebung der Landreformfrage durch die Liberal Party beteiligt. In den 1920er Jahren zog sie sich weitgehend aus dem öffentlichen Leben zurück. 1928 schenkte sie der Cobden Memorial Association den alten Wohnsitz der Familie Cobden, Dunford House, als Konferenz- und Bildungszentrum, das sich den Themen und Anliegen widmet, die den Cobdens wichtig waren.

## Frühe Jahre
Cobden wurde als dritte Tochter und viertes von sechs Kindern von Richard Cobden und Catherine Anne Cobden, geborene Williams, geboren. Der Vater war zum Zeitpunkt ihrer Geburt ein radikaler Abgeordneter für das West Riding. Die Mutter war die Tochter eines Holzhändlers aus Machynlleth in Wales. Cobdens ältere Geschwister waren Richard (* 1841), Kate (* 1844) und Ellen (* 1848). Sie hatte zwei jüngere Schwestern: Anne (* 1853) und Lucy (* 1861).
Das Familienleben war während der Kinderzeit von Cobden unruhig und wechselhaft, sowohl wirtschaftlich, weil das Geschäft von Richard Cobden und seinem Bruder 1849 scheiterte, er sich aber konsolidieren konnte und sogar den Familiensitz Dunford House 1854 zu einer Villa ausbauen konnte, politisch, weil Richard Cobden 1857 seinen Parlamentssitz verlor und dann 1859 wiedergewann, wie familiär, nachdem der älteste Bruder 1856 nach kurzer Krankheit starb.
Die Kinder wurden durch die Ansichten ihrer Eltern geprägt. Dazu gehörte die Verantwortung für die Armen in der örtlichen Gemeinschaft. Cobdens Tagebuch aus dem Jahr 1864 verzeichnet Besuche in Heimen und Arbeitshäusern. Sie und ihre jüngere Schwester Anne unterrichteten im Alter von 12 bzw. 10 Jahren Klassen in der örtlichen Dorfschule. Die Mädchen wurden ermutigt, mit Geld, das sie besaßen, zur Linderung der örtlichen Armut beizutragen.
Nach dem Tod des Vaters, wenige Wochen vor Cobdens 14. Geburtstag, besuchte sie kurzzeitig die Warrington Lodge School in Maida Vale. Die Mutter führte die Familie weiter. Sie überwachte 1866 die Wiederveröffentlichung der Politischen Schriften ihres Mannes und gehörte im selben Jahr zu den 1.499 Unterzeichnern der Ladies Petition, ein Ereignis, das einen Beginn der organisierten Frauenwahlrechtsbewegung markiert. Im Jahr 1869 wurde Dunford House vermietet. Die Mutter und ihre vier jüngeren Töchter zogen in ein Haus in South Kensington. Allerdings zog die Mutter dann mit ihrer jüngsten Tochter Lucy nach Wales, weil es zu Spannungen zwischen den Generationen kam. In South Kensington bildeten die drei Schwestern Cobden eine „Schwesternschaft“, die sich die Bewahrung des Andenkens an Richard Cobden und sein Werk zur gemeinsamen Aufgabe machte. Sie verhinderten die Veröffentlichung einer von seinen ehemaligen Kollegen gesponserten und von einer Freundin der Familie, Julie Salis-Schwabe, zusammengestellten Biografie über ihren Vater. Schwabe hatte die Familie nach Richards Tod finanziell und emotional unterstützt. Vor allem Cobden wünschte sich jedoch eine umfangreichere Gedenkschrift und sicherte sich die Dienste von John Morley, dessen Biografie über Richard Cobden 1881 veröffentlicht wurde.
Cobden und ihre Schwestern weiteten ihren Bekanntenkreis auf literarische und künstlerische Kreise aus; zu ihren neuen Freunden gehörten der Schriftsteller George MacDonald und die Präraffaeliten William und Jane Morris sowie Edward Burne-Jones. Cobden interessierte sich für das Frauenwahlrecht, nachdem sie 1871 an einer Konferenz in London teilgenommen hatte. 1875 engagierte sie sich ausdrücklich für dieses Anliegen, obwohl sie erst nach einigen Jahren in der Bewegung aktiv wurde. In ihrem Tagebuch schrieb sie: No more aimless wanderings abroad for me, I shall enter into the Women's Suffrage Campaign and so have a real interest in life.

## Politik im 19. Jahrhundert
Ab den späten 1870er Jahren begannen die Cobden-Schwestern, unterschiedliche Wege zu beschreiten. Anne Cobden wandte sie sich dem Kunsthandwerk und schließlich dem Sozialismus zu, Ellen Cobden wurde Romanautorin. Cobden wurde eine aktive Liberale, die dem radikalen Flügel der Partei angehörte. Um 1879 wurde sie Mitglied der National Society for Women’s Suffrage (NSWS). Sie trat dem Finanzausschuss bei und war 1880 Schatzmeisterin der NSWS. Im selben Jahr war sie Rednerin bei einer Großveranstaltung in der St James’s Hall in London und sprach im folgenden Jahr bei einer ähnlichen Veranstaltung in Bradford. 1883 nahm sie an einer gemeinsam von der National Liberal Federation und der National Reform Union organisierten Konferenz in Leeds teil, wo sie den Antrag unterstützte, das Wahlrecht bei Parlamentswahlen auf bestimmte Frauen auszudehnen – auf solche, die „die Qualifikationen besitzen, die Männer zum Wählen berechtigen, und die jetzt das Recht haben, in allen Angelegenheiten der lokalen Regierung zu wählen“.
Die NSWS vertrat generell eine vorsichtige Haltung; sie vermied eine enge Identifikation mit politischen Parteien und lehnte aus diesem Grund den Beitritt von Zweigstellen der Women’s Liberal Federation ab. Dies und ihre Politik, verheiratete Frauen von jeglicher Ausweitung des Wahlrechts auszuschließen, führte 1888 zur Abspaltung der Central National Society (CNS). Cobden wurde Mitglied des Exekutivkomitees der neuen Organisation, die sich für den Beitritt liberaler Frauenvereinigungen einsetzte und hoffte, dass eine künftige liberale Regierung das Frauenwahlrecht gewähren würde. Die radikaleren Mitglieder der CNS waren jedoch der Ansicht, dass das Engagement für das Wahlrecht für verheiratete Frauen zu halbherzig war. 1889 gründete diese Gruppe, zu der auch Cobden und Emmeline Pankhurst gehörten, die Women’s Franchise League (WFL), die sich für das Wahlrecht für Frauen auf der gleichen Grundlage wie für Männer und für die Wählbarkeit von Frauen für alle Ämter einsetzte.
Richard Cobden hatte eine Landreform („Irland den Iren geben“) als Schlüssel zur Lösung der Probleme in Irland verfolgt. Cobden übernahm den Standpunkt ihres Vaters zur irischen Landreform, setzte sich jedoch zusätzlich für eine irische Selbstverwaltung ein, zu der sie regelmäßig Vorträge hielt. 1887 besuchte sie Irland im Rahmen einer „Women’s Mission to Ireland“ und nutzte anschließend die englische Presse, um die Misshandlung von vertriebenen Pächtern aufzudecken. In einem Brief an The Times führte sie einen besonderen Fall einer Familie Ryan aus Cloughbready im County Tipperary an, um die Härte der britischen Regierung selbst gegenüber den Schwächsten zu verdeutlichen. Cobden schickte Geld und Lebensmittel, um die Notlage der Familie Ryan zu lindern.

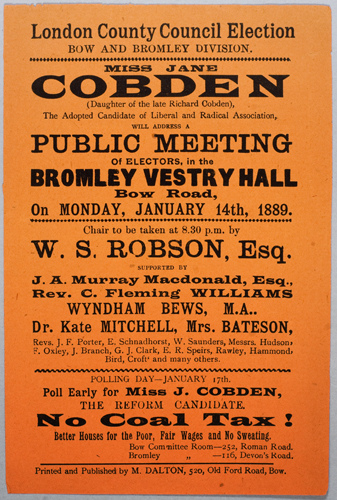
Poster der Wahlkampagne für Cobden, Januar 1889

Jane stand in Kontakt mit führenden Vertretern der Irish Land League, darunter John Dillon und William O’Brien, und setzte sich für die Freilassung des letzteren nach seiner Inhaftierung aufgrund des Protection of Person and Property Act 1881 ein. Sie und ihre Schwestern unterstützten eine Kampagne, bei dem die Mieter kollektiv vorgingen, um von ihren Vermietern faire Mieten zu erhalten. Cobdens Verbundenheit mit den rebellischen Gruppierungen in Irland belastete die Beziehungen zu vielen ehemaligen liberal-unionistischen Kollegen ihres Vaters, fand jedoch die Zustimmung von Thomas Bayley Potter, der Richard Cobden als Abgeordneter für Rochdale abgelöst hatte.
Nach dem Municipal Corporations Act 1882 waren einige Frauen zwar bei Kommunalwahlen wahlberechtigt, durften aber nicht in den Stadtrat einziehen. Der Local Government Act 1888, mit dem die County Councils geschaffen wurden, wurde jedoch von einigen so interpretiert, dass Frauen in diese neuen Gremien gewählt werden konnten. Am 17. November 1888 beschloss eine Gruppe liberaler Frauen, die Rechtslage zu überprüfen. Sie gründeten die Society for Promoting the Return of Women as County Councillors (SPRWCC), richteten einen Wahlfonds in Höhe von 400 Pfund ein und wählten zwei Frauen – Cobden und Margaret Sandhurst – als liberale Kandidatinnen für den neu geschaffenen London County Council aus. Trotz der Einwände der Konservativen wurden die Nominierungen der Frauen von den örtlichen Wahlleitern akzeptiert. Cobdens Wahlkampf wurde von dem damals 29-jährigen George Lansbury mit großem Enthusiasmus und großer Effizienz organisiert. Sowohl Cobden als auch Sandhurst gewannen die Wahlen am 19. Januar 1889; zu ihnen gesellte sich Emma Cons, die von der progressiven Ratsmehrheit als Alderman gewählt wurde.
Die Frauen nahmen ihre Plätze im ersten Stadtrat ein, und jede von ihnen übernahm eine Reihe von Aufgaben in einem Ausschuss. Fast unmittelbar setzen jedoch Anfechtungen gegen ihre Wahl ein, die nicht zu eindeutigen Ergebnissen führten. Im letzten dieser Verfahren, leitete der konservative Abgeordnete für Westminster, Walter De Souza, ein neues Gerichtsverfahren gegen Cobden und Cons ein. Er argumentierte, da sie unrechtmäßig gewählt bzw. ausgewählt worden seien, sei auch ihr Abstimmungsverhalten im Rat unrechtmäßig gewesen, so dass sie zu hohen Geldstrafen zu verurteilen seien. Vor Gericht entschied der Richter gegen beide Frauen, doch in der Berufung im April 1891 wurden die Strafen von ursprünglich 250 Pfund auf nominell 5 Pfund reduziert. Cobden wurde von Lansbury und anderen gedrängt, nicht einmal diesen symbolischen Betrag zu zahlen, sondern ins Gefängnis zu gehen. Sie lehnte diesen Weg aber ab. Nachdem ein weiterer parlamentarischer Versuch, die Situation zu lösen, gescheitert war, verbrachte sie die verbleibenden Monate ihrer Amtszeit als Stadträtin schweigend, ohne sich zu Wort zu melden oder abzustimmen, und stellte sich bei den Kommunalwahlen 1892 nicht zur Wiederwahl. In seiner Bewertung der Wahlen von 1889 wertet der Historiker Jonathan Schneer den Wahlkampf als „ein bahnbrechendes politisches Unterfangen des britischen Feminismus […] gleichzeitig eine Vorwegnahme und einen direkten Kontrast zum militanten Suffragismus der Edwardianischen Ära“.

## Heirat
1892, im Alter von 41 Jahren, heiratete Cobden Thomas Fisher Unwin, einen avantgardistischen Verleger, auf dessen Liste Werke von Henrik Ibsen, Friedrich Nietzsche, H. G. Wells und W. Somerset Maugham standen. Das Ehepaar Cobden Unwin ließ sich in South Kensington nieder. Unwins Engagement für eine Reihe weltweiter und humanitärer Anliegen führte dazu, dass auch Cobden ihre Interessen auf diese Themen auszuweitete. So waren sie und Unwin zum Beispiel gegen den Burenkrieg und beide gehörten zu den Gründungsmitgliedern des South Africa Conciliation Committee, wobei Cobden als dessen Sekretärin fungierte. Cobden engagierte sich zu internationalem Frieden und Gerechtigkeit, Reformen im Freistaat Kongo und ganz allgemein zu den Rechten der indigenen Völker|.
Cobden führte auch als Ehefrau ihre bisherigen Anliegen weiter. Zusammen mit Laura Ormiston Chant vertrat sie 1893 die WFL in Chicago auf dem World Congress of Representative Women. Cobden unterstützte die Kandidatinnen bei den Wahlen zum Council des Metropolitan Borough of Kensington 1894. Im Jahr 1900 übernahm sie den Vorsitz der Brighton Women's Liberal Association und schrieb im selben Jahr ein ausführliches Traktat mit dem Titel The Recent Development of Violence in our Midst, das vom Stop-the-War Committee veröffentlicht wurde.

## Politik im 20. Jahrhundert
Obwohl Cobden fortschrittlichere Ansichten vertrat als der Mainstream der Liberalen Partei, blieb sie Mitglied der Partei, da sie der Meinung war, dass diese nach wie vor das beste politische Instrument sei, um ihre Anliegen durchzusetzen. Andere Suffragetten, darunter Anne Cobden-Sanderson, vertraten eine andere Auffassung und schlossen sich sozialistischen Bewegungen an. Als die Women’s Social and Political Union (WSPU) 1905 ihre militante Kampagne begann, beteiligte sich Cobden nicht an illegalen Aktionen, obwohl sie sich für ihre Schwester einsetzte, als Anne nach einer Demonstration vor dem Parlament im Oktober 1906 als eine der ersten Suffragetten ins Gefängnis geschickt wurde. Nach Cobden-Sandersons Entlassung einen Monat später nahmen Cobden und ihr Mann zusammen an einem Festbankett mit anderen WSPU-Gefangenen im Savoy Hotel teil. Cobden rückte 1907 näher an den militanten Flügel heran, als sie die neue Zeitschrift der WSPU, Votes for Women, unterstützte. Im selben Jahr war sie Gastgeberin eines Treffens, bei dem die WSPU-Führerin Christabel Pankhurst die Hauptrednerin war. Die WSPU spaltete sich, als sich Mitglieder, die mit der autoritären Führung der Pankhursts nicht einverstanden waren, darunter Cobden-Sanderson, in der Women’s Freedom League zusammenschlossen. Cobden schloss sich ihrer Schwester nicht an, unterstützte aber die mit ihr verbundene Women's Tax Resistance League.
Im Jahr 1911 war Cobden verantwortlich für die indische Frauendelegation in der Women’s Coronation Procession, einer von Wahlrechtsvereinigungen aus Großbritannien und dem Empire organisierten Demonstration in London. In den Jahren 1910–1912 wurden im Unterhaus die sogenannten Concilitation Bills erörtert, mit denen das Wahlrecht auf eine begrenzte Zahl von Frauen mit Besitz ausgedehnt worden wäre. Als das dritte und letzte dieser erfolglosen Versuche zur Debatte stand, bat Cobden die Irish Parliamentary Party um Unterstützung, indem sie an die Unterstützung erinnerte, die die Frauen Irland während der Kampagne der Irish Land League gewährt hatten. Die Gesetzesvorlage wurde schließlich dadurch torpediert, dass der liberale Premierminister H. H. Asquith sie durch eine Gesetzesvorlage zur Ausweitung des männlichen (sic !) Wahlrechts ersetzte. Aus Protest gegen die Wahlrechtspolitik der liberalen Regierung und ihre harte Behandlung von Aktivisten trat Cobden von ihrem Ehrenvorsitz in der Women's Liberal Association in Rochdale, dem letzten Wahlkreis ihres Vaters, zurück.
Obwohl das Frauenwahlrecht zumindest bis zum Ersten Weltkrieg ihr Hauptanliegen blieb, war Cobden auch in anderen Kampagnen aktiv. Im Jahr 1903 verteidigte sie die von ihrem Vater vertretenen Grundsätze des Freihandels gegen Joseph Chamberlains imperialistische und rassistische Zollreformideen. Chamberlain hatte eine Politik der Bevorzugung des Britischen Weltreichs und die Einführung von Zöllen gegen Länder gefordert, die den imperialen Interessen Großbritanniens entgegenstanden.  Auf einer Versammlung in Manchester äußerte sich Cobden zuversichtlich, dass „Manchester […] Herrn Chamberlain sagen wird, dass es noch immer unserer alten Flagge treu ist: Freihandel, Frieden und Wohlwollen unter den Nationen“. 1904, im Jahr von Richard Cobdens hundertstem Geburtstag, veröffentlichte sie The Hungry Forties. Es war eines von mehreren Büchern und Pamphleten zum Thema Freihandel, die von den T. Fisher Unwin-Verlagen und Publikationen herausgegeben wurden und zusammen mit den Veranstaltungen zur Hundertjahrfeier dazu beitrugen, den Freihandel als ein wichtiges progressives Anliegen der Edwardianischen Ära zu definieren.
Das Cobdensche Anliegen der Landreform wurde in den 1900er Jahren als wichtige liberale Politik wiederbelebt. Dazu trug auch das Buch The Land Hunger: Life under Monopoly bei, das Cobden 1913 veröffentlichte. Cobden beschränkte ihr Interesse nicht auf innenpolitische Angelegenheiten. Ab 1906 war sie zusammen mit Helen Bright Clark aktives Mitglied der Aborigines’ Protection Society, einer Organisation, die sich für die Rechte der indigenen Völker unter kolonialer Herrschaft einsetzte. 1907 setzte sie sich im Namen der Friends of Russian Freedom bei Premierminister Henry Campbell-Bannerman für Anpassungen der Haager Konventionen ein, die damals in Genf verhandelt wurden. Ihr Einsatz für die Ärmsten der Gesellschaft umfasste Appelle für die Familien streikender Arbeiter in London und Dublin während der Arbeiterunruhen von 1913/1914 und für hungernde Frauen und Kinder in Tripolis. Sie fand auch Zeit, als Sekretärin des Gedenkfonds für Emma Cons zu fungieren, nachdem diese 1912 gestorben war.
Während der Kriegsjahre, als die Frage des Frauenwahlrechts ruhte, engagierte sich Cobden zunehmend in Angelegenheiten der Südafrikanischen Union. Sie unterstützte Sol Plaatjes Kampagne gegen die Rassentrennung im Land Act  von 1913, eine Haltung, die 1917 zu ihrem Ausschluss aus der Leitung der Anti-Slavery Society führte. Die Society unterstützte die Landreformpolitik der Regierung von Louis Botha; Cobden warf John Hobbis Harris, dem parlamentarischen Vertreter der Society, vor, ein falscher Freund der Eingeborenen zu sein und heimlich gegen sie zu arbeiten. Cobden engagierte sich weiterhin für die irische Unabhängigkeit und bot den Opfern der Black and Tans während des irischen Unabhängigkeitskrieges 1919–1921 persönliche Hilfe an.

## Lebensende und Nachleben
1920 schenkte Cobden Dunford House der London School of Economics (LSE), in deren Aufsichtsrat sie berufen worden war. Laut Beatrice Webb, Mitbegründerin der Schule, bedauerte sie das Geschenk bald. Webb schrieb am 2. Mai 1923 in ihr Tagebuch: „Die arme Dame […] beschwert sich mürrisch, wenn ein einziger Busch gefällt oder ein Stein verlegt wird, während sie sich vehement über die gute Laune der Studenten ärgert […] ganz zu schweigen von den Ansichten einiger Dozenten.“ Später im Jahr 1923 gab die LSE das Haus an Cobden zurück; 1928 schenkte sie es der Cobden Memorial Association. Mit Hilfe des Schriftstellers und Journalisten Francis Wrigley Hirst und anderer wurde das Haus zu einem Konferenz- und Bildungszentrum, in dem die traditionellen Anliegen Cobdens zum Freihandel, Frieden und des guten Willens verfolgt wurden. 1952 wurde Dunford House an den YMCA übertragen, seine allgemeinen Bildungsfunktionen und sein Auftrag blieben unverändert. Das Haus enthält zahlreiche Erinnerungsstücke der Familie Cobden.
Nach 1928 bestand Jane Cobdens Hauptbeschäftigung darin, die Papiere aus dem Nachlass ihres Vaters zu ordnen, von dem sie einige ins Britische Museum gab, andere wurden schließlich zusammen mit anderen Dokumenten der Familie Cobden und ihren eigenen vom West Sussex County Council Archiv in Chichester gesammelt. Im Alter lebte sie ruhig in Oatscroft, ihrem Haus in der Nähe von Dunford House, und nahm nach dem Tod ihres Mannes im Jahr 1935 nur noch selten am öffentlichen Leben teil. Cobden starb im Alter von 96 Jahren im Whitehanger Nursing Home in Fernhurst.
In einem Aufsatz über die Cobden-Schwesternschaft bemerkt die Historikerin Sarah Richardson die unterschiedlichen Wege, die die Schwestern wählten, um das Erbe ihres Vaters weiterzuführen: „Janes Aktivitäten zeigten, dass es immer noch möglich war, eine radikale Agenda innerhalb der Ägide des Liberalismus zu verfolgen.“ Richardson weist darauf hin, dass die wichtigste kollektive Leistung von Jane und ihren Schwestern darin bestand, sicherzustellen, dass der Name Cobden mit seinen radikalen und progressiven Ideen und Ansätzen bis weit ins 20. Jahrhundert überlebte. „Damit erwiesen sie sich als würdige Nachfolgerinnen ihres Vaters und garantierten, dass sein Beitrag nicht nur erhalten blieb, sondern für ein neues Zeitalter umgestaltet wurde.“